# Steven Saylor
Pour les articles homonymes, voir Saylor.
Steven Saylor, né le 23 mars 1956 à Port Lavaca, au Texas, est un journaliste, un historien et un écrivain américain, auteur de romans policiers et historiques.

## Biographie
Il est diplômé de l'université du Texas à Austin, où il étudie l'Histoire et la littérature antique. Rédacteur en chef du San Francisco Sentinel, puis agent littéraire, il se tourne ensuite vers l'écriture et publie des romans ayant pour cadre l'Histoire du Texas. Il rencontre le succès avec Les Mystères de Rome, une série policière se déroulant à l'époque de la Rome antique où sont racontées les enquêtes de Gordien, un détective privé qui côtoie successivement Sylla, Cicéron, Jules César et Cléopâtre.
En prolongement de cette série fictive, Steven Saylor a écrit deux ouvrages historiques sur la Rome antique : Roma (2007), un ouvrage sur l'Histoire de Rome de sa fondation à l'avènement d'Auguste et Empire (2010), une suite de Roma, relatant l'histoire de Rome d'Auguste à Marc Aurèle.
Sous le pseudonyme d'Aaron Travis, il a également publié des romans érotiques gays. 
Depuis 1976, Steven Saylor vit avec son compagnon Richard Solomon.

## Œuvre

### Romans

#### Série policièreLes Mystères de Rome
Ordre chronologique des histoires
- - The Seven Wonders (2012) Publié en français sous le titre Les Sept Merveilles, Paris, 10/18, coll. « Grands Détectives » no 5121, 2016Contient les chapitres (dont certains sont listés dans la liste des nouvelles, plus bas) : The Dead Man who wasn't, Something to do with Diana, The Widows of Halicarnassus, O Tempora! O Mores! Olympiads!, The Witch 's Curse, The Monumental Gaul, Styx and Stones, The Return of the Mummy, They Do it with Mirrors, The Eight Wonder
- Raiders of the Nile (2014) Publié en français sous le titre Les Pilleurs du Nil, Paris, 10/18, coll. « Grands Détectives » no 5155, 2016
- Wrath of the Furies (2015)Publié en français sous le titre Sous l'aile des furies, Paris, 10/18, coll. « Grands Détectives » no 5245, 2017
- Roman Blood (1991) Publié en français sous le titre Du sang sur Rome, Paris, Ramsay, 1997 ; réédition, Paris, 10/18, coll. « Grands Détectives » no 2996, 1998. Gordianus est engagé par Cicéron en défense de Sextius Roscius (Année 80 av. J.-C.)
- Arms of Nemesis (1992) Publié en français sous le titre L'Étreinte de Némésis, Paris, Ramsay, 1997 ; réédition, Paris, 10/18, coll. « Grands Détectives » no 3064, 1999. Gordianus est employé par Crassus, pendant la révolte de Spartacus (72 av. J.-C.)
- Catilina's Riddle (1993) Publié en français sous le titre L'Énigme de Catilina, Paris, Ramsay, 1997 ; réédition, Paris, 10/18, coll. « Grands Détectives » no 3099, 1999. Se passe essentiellement en Etrurie, où Gordianus a hérité de la ferme de Lucius Claudius, de -64 jusqu'au début 62.
- The Venus Throw (1995) Publié en français sous le titre Un Égyptien dans la ville, Paris, Ramsay, 1998 ; réédition, Paris, 10/18, coll. « Grands Détectives » no 3143, 2000. De -57 (arrivée de la délégation égyptienne) jusqu'au procès et acquittement de Marcus Caelius Rufus (mars 56).
- A Murder on the Appian Way (1996) Publié en français sous le titre Meurtre sur la voie Appia, Paris, Ramsay, 2001 ; réédition, Paris, 10/18, coll. « Grands Détectives » no 3413, 2002. Couvre l'assassinat de Publius Clodius Pulcher (18 janvier -52) jusqu'au procès de Milon en avril.
- Rubicon (1999) Publié en français sous le titre Rubicon, Paris, Éditions du Masque, coll. « Grands Formats », 2001 ; réédition, Paris, 10/18, coll. « Grands Détectives » no 3547, 2003. Un peu avant le déclenchement de la guerre civile (11 janvier -49) jusqu'à l'évacuation par Pompée de Brindisium.
- Last Seen in Massilia (2000) Publié en français sous le titre Le Rocher du sacrifice, Paris, Éditions du Masque, coll. « Grands Formats », 2002 ; réédition, Paris, 10/18, coll. « Grands Détectives » no 3625, 2004. Siège de Massilia, printemps à octobre -49
- A Mist of Prophecies (2002) Publié en français sous le titre La Dernière Prophétie, Paris, Éditions du Masque, coll. « Grands Formats », 2003 ; réédition, Paris, 10/18, coll. « Grands Détectives » no 3824, 2005
- The Judgment of Caesar (2004) Publié en français sous le titre Le Jugement de César, Paris, Éditions du Masque, coll. « Grands Formats », 2006 ; réédition, Paris, 10/18, coll. « Grands Détectives » no 4079, 2007César et Cléopâtre à Alexandrie, fin de l'année -48
- The Triumph of Caesar (2008) Publié en français sous le titre Le Triomphe de César, Paris, 10/18, coll. « Grands Détectives » no 5010, 2015. Rome, -46
- The Throne of Caesar (2018) Rome, -44, les Ides de Mars et l'assassinat de César. Conclusion de la série. Pas encore traduit en français.

Nota bene : deux recueils de nouvelles appartenant à cette série ont également été publiés en anglais (voir ci-dessous).

#### Autres romans
- A Twist at the End. A Novel of O. Henry (2000)
- Honour the Dead (2000)
- Have You Seen Dawn? (2003)

#### Romans érotiques signés Aaron Travis
- All-Stud (1979)
- Slaves of the Empire (1985), roman se déroulant dans la Rome antique
- The Flesh Fables (1990)
- Beast of Burden (1993)
- Exposed (1993)
- Big Shots (1993)
- In the Blood (1995)
- Tag Team Studs: Wrestling Tales (1997), en collaboration avec Clay Caldwell
- Jock Studs (1998), en collaboration avec Clay Caldwell

### Nouvelles

#### Recueils de nouvelles de la sérieLes Mystères de Rome
Les deux recueils de nouvelles sont situés chronologiquement entre le premier et le deuxième titres de la série. The House of the Vestals est situé entre Roman Blood et Arms of Nemesis
- The House of the Vestals (1997) contient les nouvelles listées plus bas :  Death Wears a Mask, The Tale of the Treasure House, A Will is a Way, The Lemures, Little Caesar and the Pirates, The Disappearance of the Saturnalia Silver, King Bee and Honey, The Alexandrian Cat, The House of the Vestals
- A Gladiator Dies Only Once (2005)

#### Autres recueils
- My Mother's Ghost, with Kinder Gentler (2013), trois essais et une nouvelle
- Future, Present, Past: three short stories (2013)

#### Nouvelles isolées
- Season of Guilt (1970), première nouvelle publiée par Steven Saylor à 14 ans
- Insecticide (1986) Publié en français sous le titre Insecticide, dans Fiction n°389, septembre 1987Réédité sous le titre Insecticide, Paris, Éditions le passager clandestin, coll. « Dyschroniques », 2021
- A Will is a Way (1992)
- Death Wears a Mask (1992) Publié en français sous le titre Le Masque de la mort, dans Petits crimes du temps jadis, Paris, Éditions du Masque, coll. « Grands Formats », 2001
- The Lemures (1992)
- The House of the Vestals (1993)
- The Disappearance of the Saturnalia Silver (1993)
- The Alexandria Cat (1994)
- Little Caesar and the Pirates (1995)
- King Bee and Honey (1995)
- Murder Myth-Begotten (1996)
- The White Fawn (1996)
- Poppy and the Poisoned Cake (1998)
- Death by Eros (1998)
- If a Cyclops Could Vanish in the Blink of an Eye (2002)
- Something Fishy in Pompeii (2003)
- The Cherries of Lucullus (2005)
- The Witch in Corinth (2011)
- The Monumental Gaul (2011)
- The Widows of Halicarnassus (2012)
- O Tempora! O Mores! Olympiad! (2012)
- The Return of the Mummy (2012)
- Ill Seen in Tyr (2014)  Publié en français sous le titre Mal vu à Tyr, dans Vauriens, Paris, Pygmalion, 2018

### Ouvrages historiques
- Roma (2007)
- Empire (2010)

### Essais
- A Bookish Bent (2013), recueil d'essais

## Prix et distinctions
- Prix Robert Fish 1993 des Mystery Writers of America pour la nouvelle A Will is a Way
- Prix Lambda Literary 1993 pour L'Énigme de Catilina

## Sources
- Claude Mesplède (dir.), Dictionnaire des littératures policières, vol. 2 : J - Z, Nantes, Joseph K, coll. « Temps noir », 2007, 1086 p. (ISBN 978-2-910-68645-1, OCLC 315873361), p. 727.